# Aluminiumselenid
Aluminiumselenid ist eine anorganische chemische Verbindung des Aluminiums aus der Gruppe der Selenide.

## Gewinnung und Darstellung
Aluminiumselenid kann durch Reaktion von Aluminium mit Selen bei 1000 °C gewonnen werden.
{\displaystyle \mathrm {2\ Al+3\ Se\longrightarrow Al_{2}Se_{3}} }

## Eigenschaften
Aluminiumselenid ist ein feuchtigkeitsempfindlicher gelb- bis bräunlicher Feststoff, der sich in Wasser zu Aluminiumhydroxid und Selenwasserstoff zersetzt.
{\displaystyle \mathrm {Al_{2}Se_{3}+6\ H_{2}O\longrightarrow 2\ Al(OH)_{3}+3\ H_{2}Se} }
Der Reinstoff ist weiß, das Handelsprodukt jedoch meist gelb- oder bräunlich. Er besitzt eine monokline Kristallstruktur mit der Raumgruppe Cc (Raumgruppen-Nr. 9) und den Gitterparametern a = 1168 pm, b = 673 pm, c = 733 pm und α = 121,1° sowie vier Formeleinheiten pro Elementarzelle. Die Verbindung ist ein Halbleiter.

## Verwendung
Aluminiumselenid wird als Ausgangsstoff zur Herstellung von Selenwasserstoff in der Halbleiterproduktion verwendet.